# Ото Дикс
Ото Дикс (Унтермхаус, 2. децембра 1891 — Зинген, 25. јул 1969) је био немачки сликар и графичар. Значајни представник друштвено- критичког веризма.

## Почеци и образовање
Родио се у Утремхауса у Немачкој што је садашњи део града Гера као прворођени син Франца и Лујзе Дикс радника у фабрици гвожђа и кројачице која је у младости писала поезију и био је одмалена у контакту са уметношћу. Проводио је много времена у атељеу своје сестричине Фриц Аман која је била сликарка и која је подупирала његове сликарске амбиције. 1906—1910. био је шегрт сликара Карла Сенфа и ту почео да ради своје прве пејзаже. 1910. је почео студије на Дрезденској академији лепих уметности.

## Живот и дело
Дикс је апсолвирао као сликар декорација (декоративно сликарство) и у периоду између 1919. и 1925. године студирао је сликарство на Академији у Дрездену и Диселдорфу. Од 1927. па све док га 1933. нацисти нису отерали из службе предавао је на Дрезденској академији. Дикс је у своме стварању у пресудној мери експресионизмом и дадаизмом али је ипак сликао веристичке слике у стилу старих мајстора. Своје војничке доживљаје из Првог светског рата покушао је да разради на сликама као што су Стрељачки ров (насликана 1920. а нестала 1923) или Рат (насликано 1929. а нестала 1933) као и истоименом серијом бакрописа. Суочен са проблемима са којима су се суочавале социјалне групе на рубу друштва (инвалиди рата, просјаци, проститутке), оштро је критиковао ондашње друштво. Његови портрети (међу којима и аутопортрет) на упечатљив начин кроз сурови реализам разоткривају беду и сиромаштво. У својим делима од 1936. посветио се у већој мери религиозној тематици (нпр. слике на стаклу 1959, литографије за Јеванђеље по Матеји око 1960), далеко умеренијим портретима и пејзажима.
Умро је 25. јула 1969. у Зингену у Немачкој.